# Шумское сельское поселение
Шу́мское се́льское поселе́ние — муниципальное образование в составе Кировского района Ленинградской области.
Административный центр — село Шум.
Глава поселения и исполняющий обязанности главы администрации — Ульянов Владимир Леонидович.

## География
Расположено в восточной части Кировского района. Площадь территории поселения — 375 км².
Граничит:
- на севере — с Суховским сельским поселением
- на востоке — с Волховским муниципальным районом
- на юге — с Киришским муниципальным районом
- на западе — с Назиевским городским поселением

По территории поселения проходят автодороги:
- Р21 (E 105) (Санкт-Петербург — Петрозаводск — Мурманск) «Кола»
- 41К-119 (Дусьево — Сухое — Остров)
- 41К-122 (Лаврово — Шум — Ратница)
- 41К-238 (Войбокало — Новый Быт)
- 41К-239 (Войпала — Горная Шальдиха)
- 41К-521 (подъезд к дер. Войпала)
- 41К-522 (подъезд к ст. Войбокало)
- 41К-523 (подъезд к дер. Гнори)
- 41К-530 (Горка — Пиргора)
- 41К-531 (Канзы — 84 км автодороги "Кола)
- 41К-532 (Войбокало — Концы)
- 41К-533 (Шум — Падрила)
- 41К-534 (Валдома — Карпово)
- 41К-535 (Ратница — Терёбушка)
- 41К-536 (Горка — Горгала)
- 41К-537 (Сибола — Канзы)
- 41К-539 (Шум — Овдакало)
- 41К-540 (Войбокало — Тобино)

и железная дорога Санкт-Петербург — Волхов
Расстояние от административного центра поселения до районного центра — 53 км.

## История
В середине XIX века в составе Новоладожского уезда Санкт-Петербургской губернии была образована Шумская волость.
В 1923 году в составе Шумской волости был образован Шумской сельсовет.
1 августа 1927 года Шумская волость была упразднена, а Шумской сельсовет вошёл в состав Мгинского района Ленинградской области.
В ноябре 1928 года к Шумскому сельсовету присоединён упразднённый Войпальский сельсовет.
16 мая 1941 года был упразднён Влойский сельсовет и присоединён к Шумскому сельсовету.
16 июня 1954 года в состав Шумского сельсовета вошёл Горский сельсовет.
9 декабря 1960 года Мгинский район был упразднён, Шумский сельсовет передан в состав Волховского района.
1 апреля 1977 года Шумский сельсовет вошёл в состав вновь образованного Кировского района.
18 января 1994 года постановлением главы администрации Ленинградской области № 10 «Об изменениях административно-территориального устройства районов Ленинградской области» Шумский сельсовет, также как и все другие сельсоветы области, был преобразован в Шумскую волость.
1 января 2006 года в соответствии с областным законом № 100-оз от 29 ноября 2004 года «Об установлении границ и наделении соответствующим статусом муниципального образования Кировский муниципальный район и муниципальных образований в его составе» было образовано Шумское сельское поселение, в которое вошла территория бывшей Шумской волости.

## Население
| 2006  | 2010  | 2011  | 2012  | 2013  | 2014  | 2015  |
| ----- | ----- | ----- | ----- | ----- | ----- | ----- |
| 3400  | ↘3052 | ↘3049 | ↗3065 | ↘3064 | ↘3014 | ↗3049 |
| 2016  | 2017  | 2018  | 2019  | 2020  | 2021  | 2023  |
| ↘3034 | ↘2990 | ↘2981 | ↘2936 | ↘2831 | ↗2990 | ↘2957 |
| 2024  | 2025  |       |       |       |       |       |
| ↗2959 | ↗2993 |       |       |       |       |       |

## Состав сельского поселения
| №  | Населённый пункт | Тип населённого пункта              | Население |
| -- | ---------------- | ----------------------------------- | --------- |
| 1  | Бабаново         | деревня                             | ↗10       |
| 2  | Валдома          | деревня                             | ↗14       |
| 3  | Войбокало        | деревня                             | ↗43       |
| 4  | Войбокало        | посёлок при железнодорожной станции | ↘322      |
| 5  | Войпала          | деревня                             | ↘52       |
| 6  | Гнори            | деревня                             | ↘8        |
| 7  | Горгала          | деревня                             | ↗43       |
| 8  | Горка            | деревня                             | ↘88       |
| 9  | Дусьево          | деревня                             | ↗28       |
| 10 | Канзы            | деревня                             | ↗10       |
| 11 | Карпово          | деревня                             | ↗6        |
| 12 | Койчала          | деревня                             | ↘5        |
| 13 | Концы            | деревня                             | ↗12       |
| 14 | Концы            | посёлок                             | ↘305      |
| 15 | Мёндово          | местечко                            | ↗3        |
| 16 | Новый Быт        | посёлок при железнодорожной станции | ↘218      |
| 17 | Овдакало         | деревня                             | ↗1        |
| 18 | Падрила          | деревня                             | ↘1        |
| 19 | Пейчала          | деревня                             | ↗17       |
| 20 | Пиргора          | деревня                             | ↘8        |
| 21 | Ратница          | деревня                             | →12       |
| 22 | Речка            | деревня                             | ↗22       |
| 23 | Рындела          | деревня                             | ↗58       |
| 24 | Сибола           | деревня                             | ↗29       |
| 25 | Сопели           | деревня                             | ↗5        |
| 26 | Терёбушка        | деревня                             | ↘2        |
| 27 | Тобино           | деревня                             | ↗18       |
| 28 | Феликсово        | деревня                             | ↘5        |
| 29 | Шум              | село, административный центр        | ↘1694     |

## Достопримечательности
В деревне Терёбушка расположена церковь во имя Успения Пресвятой Богородицы.
В селе Шум расположены:
- Братское захоронение, под шефством Шумской СОШ.
- Часовня святого Николая Чудотворца
- Воинский мемориал «Синявинские высоты»
- Остатки усадьбы В. Г. Казнакова